# 강신창
강신창(1974년 11월 10일 ~ )은 OB 베어스의 전 야구 선수다.

## 출신
- 덕수고등학교
- 동아대학교

## 같이 보기
- 1998년 OB 베어스 시즌

1. ↑  “STATIZ 선수정보”.